# Gibraltarees pond
Het pond is de munteenheid van Gibraltar. Eén pond is honderd pence. Het pond is 1:1 gekoppeld aan het Britse pond sterling.
De volgende munten worden gebruikt: 1, 2, 5, 10, 20 en 50 pence en 1 en 2 pond. Het papiergeld is beschikbaar in 5, 10, 20 en 50 pond.
Hoewel de waarde exact gelijk is, wordt er wel commissie verlangd bij het wisselen van het Gibraltarees pond in het Britse pond.